# Last Place
Last Place è il quinto album in studio del gruppo indie rock statunitense Grandaddy, pubblicato nel 2017.

## Tracce
Testi e musiche di Jason Lytle.
1. Way We Won't – 4:22
2. Brush with the Wild – 4:08
3. Evermore – 4:40
4. Oh She Deleter :( – 0:53
5. The Boat is in the Barn – 4:38
6. Chek Injin – 2:09
7. I Don't Wanna Live Here Anymore – 2:33
8. That's What You Get for Gettin' Outta Bed – 3:36
9. This is the Part – 4:26
10. Jed the 4th – 2:05
11. A Lost Machine – 6:02
12. Songbird Son – 4:19